# GodHand Teru
Bàn tay thần sầu Teru (tên gốc: GodhandeTeru, ゴッドハンド輝, Goddo Hando Teru) hay Bàn tay thần sầu là một manga Nhật do tác giả Yamamoto Kazuki sáng tác. Bộ phim được chuyển thể thành phim truyền hình Nhật Bản. Phim được phát sóng trên Tokyo Broadcasting System ở Nhật Bản từ ngày 11 tháng 4 năm 2009 đến ngày 16 tháng 5 năm 2009.

## Nhân vật
Lưu ý:  Các tên trong dấu ngoặc là tên bị dịch sai nhưng độc giả Việt Nam đã quen gọi. Tên dưới đây là tên đúng của nhân vật.

### Mahisaghi Teru (Tachima Ichi)
Là một bác sĩ thực tập khoa ngoại mới ra trường. Teru là con trai của bác sĩ thiên tài Mahisaghi Kousuke, đã chết trong vụ tai nạn máy bay thảm khốc và Teru là người nhất sống sót, trên ngực anh có vết sẹo hình bàn tay của cha anh lúc thực hiện thao tác phục hồi tim để cứu anh trước khi cha anh mất. Trong một tập, Teru kể rằng có một cậu bé nhỏ tuổi hơn anh cũng sống sót trong vụ tai nạn đó nhưng vì vết thương quá nặng nên đã không qua khỏi, điều đó làm Teru quyết tâm trở thành một bác sĩ. Là bác sĩ nhưng Teru lại rất vụng về, hậu đậu, lỗi thường gặp nhất ở anh là thường xuyên làm ngã xe đẩy chở bình đựng nước tiểu để xét nghiệm của bệnh nhân, ăn vụng đồ ăn của các y tá, tiêm không trúng mạch làm các bệnh nhân sợ khiếp vía. Tuy vụng về nhưng khi rơi vào những ca mổ khó thì anh xử lý rất nhanh, và các bệnh nhân đều được cứu sống và phục hồi hoàn toàn. Teru chưa chứng kiến một ca tử vong nào trong suốt 2 năm thực tập và làm việc ở bệnh viện. Diễn viên đóng vai anh trong phim là Hiraoka Yuuta.

### Kitami Shuichi (Zarai Nakeda)
Là bác sĩ trưởng khoa ngoại và là bác sĩ hướng dẫn của Teru. Chuyên môn của anh là phẫu thuật tim. Kitami là một bác sĩ giỏi nhưng anh rất lạnh lùng và luôn giữ khoảng cách với bệnh nhân sau khi chứng kiến bệnh nhân đầu tiên qua đời. Là bác hướng dẫn của Teru, anh rất nghiêm khắc nhưng đồng thời cũng nể phục Teru. Kitami được Yasuda tín nhiệm là viện trưởng tương lai của bệnh viện sau khi ông về hưu. Diễn viên đóng vai trong phim là Bessho Tetsuya.

### Yasuda Junji
Viện trưởng của bệnh viện Yasuda (Saide trong truyện, nơi Teru làm việc). Ông là một bác sĩ tài năng được biết đến với cái tên "Bàn tay trái vàng".Là viện trưởng nhưng ông có tính cách khá trẻ con, hay đùa và thích mua sắm đồ. Yasuda từng gặp cha của Teru, Kousuke khi đang thực tập ở Mỹ, Kousuke cũng chính là lý do ông mở bệnh viện. Yasuda tín nhiệm Kitami là viện trưởng tương lai khi ông về hưu. Diễn viên đóng vai ông trong phim là Watabe Atsuro.

### Sumegari Rikuto (Turuya Jinbe)
CEO của tập đoàn công ty Sumegari, thiên tài máy tính được mệnh danh là "Bill Gates của Nhật Bản" và là người tạo ra Leben, một chương trình mô phỏng dành cho bác sĩ phẫu thuật. Ông trở thành chủ tịch hội đồng quản trị của bệnh viện Yasuda như là lời cảm ơn của viện trưởng khi cho bệnh viện mượn 300 triệu yên để mua lại quyền điều hành bệnh viện trước khi bị bệnh viện KZ xóa xổ. Ông Sumegari thường hay tới bệnh viện và hay hỏi thăm về Teru.

### Sakura Ayano (Ako Emori)
Cô Ayano là một y tá của bệnh viện Yasuda. Là một y tá chăm chỉ, rất thân thiện nên được mọi người quý mến. Cô đặc biệt rất thân với Teru.